# Symbrenthia chersonesia
Symbrenthia chersonesia är en fjärilsart som beskrevs av Hans Fruhstorfer 1893. Symbrenthia chersonesia ingår i släktet Symbrenthia och familjen praktfjärilar. Inga underarter finns listade i Catalogue of Life.